# كتلة جغرافية
الكتلة الجغرافية هي شذوذ محلي، وعادةً ما تكون زيادة في شيء بسبب التوزيع أو انحراف في شيء آخر. وتُعامل في الغالب كمعدل وقوع غير طبيعي به المزيد من المتغيرات التي قد تكون أكثر مما هو متوقع. وقد تشمل الأمثلة: معدل مرض محلى زائد أو منطقة جرائم مشتعلة أو مناطق ذات معدلات بطالة مرتفعة أو مناطق تركز الحوادث أو بقايا نموذج إيجابية مرتفعة بشكل غير عادي أو تجمعات عالية للنباتات أو الحيوانات أو الخصائص الفيزيائية، أو الأحداث مثل مركز الزلزال وغيرها... كما يمكن أن يكون تحديد هذه المناطق غير الطبيعية مفيدًا إذا كانت هناك روابط جغرافية ضمنية مع المتغيرات الأخرى التي يمكن تحديدها، والتي قد تكون ذات فائدة. ويعد الكشف عن الأنماط عبر تحديد مثل هذه الكتل الجغرافية أمرًا بسيطًا جدًا وشكلاً عامًا من أشكال التحليل الجغرافي الذي يضم العديد من التطبيقات في سياقات مختلفة. وينصب التركيز على التكتل أو التشكل المحلي لأن هذا قد يحتوي بصورة كبيرة على معلومات مفيدة للغاية. وتختلف الكتلة الجغرافية عن التجمعات الكثيفة في كونها بصورة عامة مرتبةً ثانية، تأخذ بعين الاعتبار عوامل توزيع شيء آخر.

## الكشف عن الكتلة الجغرافية
يمكن أن يكون تحديد الكتل الجغرافية مرحلةً مهمةً في التحليل الجغرافي. كما يساعد رسم خرائط لمواقع التجمعات غير العادية في تحديد أسبابها. وتشمل التقنيات آلة التحليل الجغرافي (GAM/K) وبيساج، وأقرب طرق نويلز كث المجاورة.[بحاجة لمصدر]